# مقهى النهر لندن
هو مطعم في بلدة هامرسميث وفولهام،، لندن، متخصص في المطبخ الإيطالي ويملكه ويديره الطهاة روث روجرز وروز رمادي التي توفيت في عام 2010م .

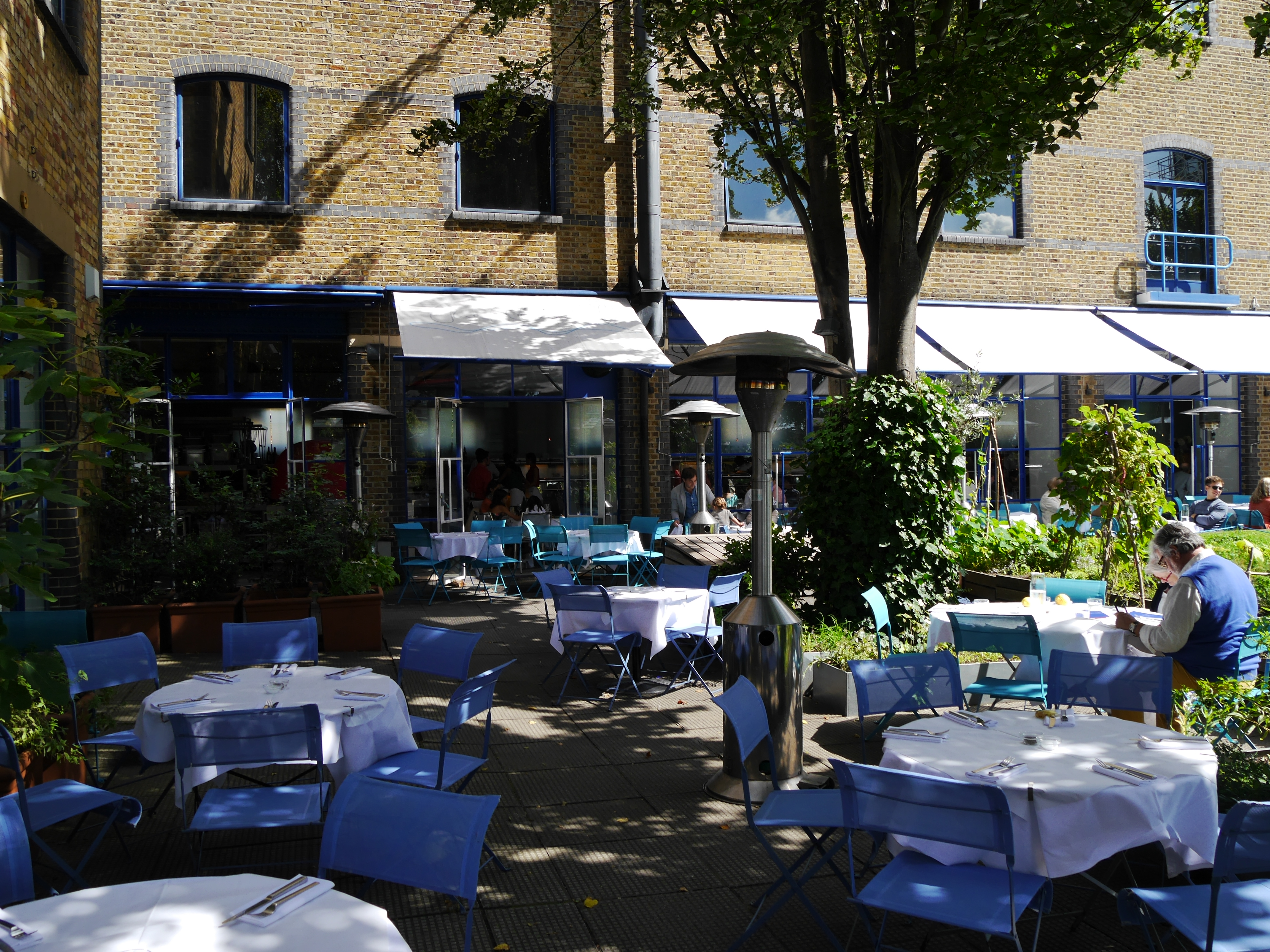
مقهى النهر، لندن

## الموقع
يقع المطعم على الضفة الشمالية لنهر التيمز في هامرسميث، في منشأة لتخزين النفط سابقاً. حيث تم افتتاح هذا المطعم في عام 1987 كمقهى موظفي الشراكة المعمارية. كما يحتوي المطعم على منطقة خضراء مطلة على ضفة نهر التايمز.أما الأطباق المميزة فهي ريزوتو الفطر و كذلك مخبوزات عيش الغراب البرية التي تسمى دوفر وجون دوري وتخبز في موقد الخشب الخاص بالمطعم. كذلك الحلويات الإيطالية الغنية بما في ذلك كعكة الليمون واللوز أو كعكة الشوكولاته .

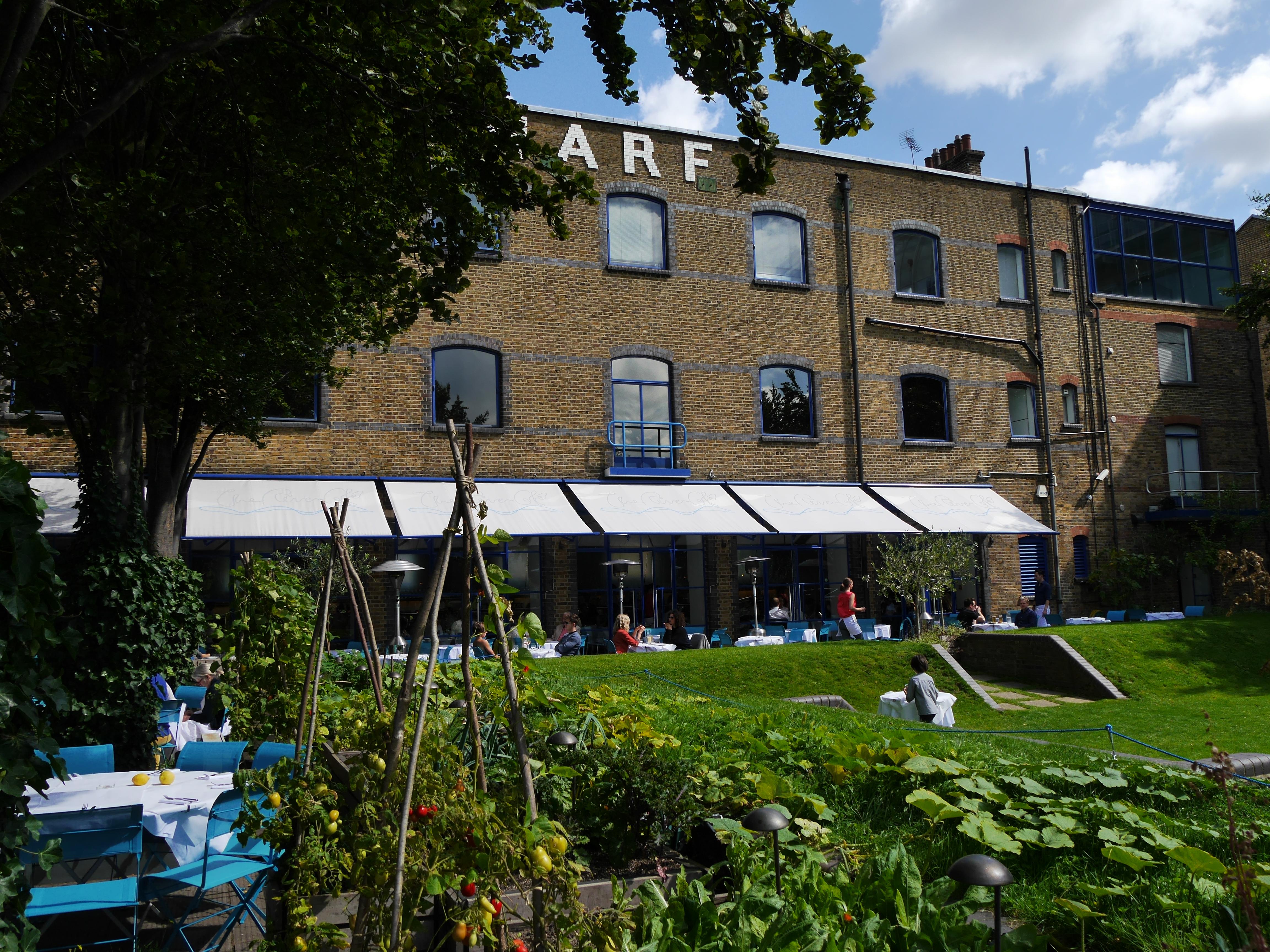